# Gottlieb Conrad Christian Storr

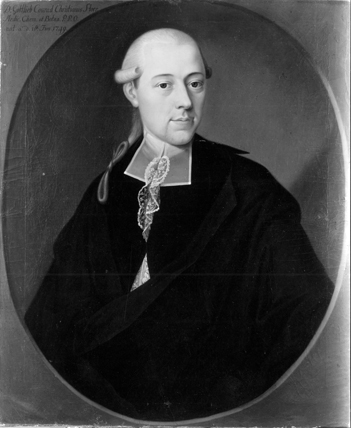
Gottlieb Conrad Christian Storr, Gemälde Öl auf Leinwand in der Professorengalerie der Eberhard Karls Universität Tübingen

Gottlieb Conrad Christian Storr (* 16. Juni 1749 in Stuttgart; † 27. Februar 1821 in Tübingen), auch Gottlieb Konrad Christian Storr geschrieben, war ein deutscher Chemiker und Naturforscher.

## Leben
Er war der zweitälteste zu Jahren gekommene Sohn des Stuttgarter Hofkaplans Johann Christian Storr (1712–1773). Nach seinem 1768 abgeschlossenen Studium an der Universität Tübingen wurde Storr im Jahr 1774 an der Fakultät für Medizin selbiger Universität zum Professor für Chemie und Botanik berufen. In der Folgezeit verfasste er diverse Schriften über naturgeschichtliche und medizinische Themen. Auf Storr geht die heute gültige Einordnung des Waschbären in eine eigene Gattung mit dem Namen Procyon zurück, die er im Jahr 1780 vornahm. 1784 veröffentlichte er einen umfangreichen Bericht über seine 1781 unternommene Reise in die Schweizer Alpen. Aufgrund gesundheitlicher Beschwerden trat Storr 1801 von seiner Professur zurück.
Seit 1794 war er Ehrenmitglied der Russischen Akademie der Wissenschaften in Sankt Petersburg.

## Schriften
- Gottlieb Conrad Christian Storr: Entwurf einer Folge von Unterhaltungen zur Einleitung in die Naturgeschichte. August Lebrecht Stettin, Frankfurt und Leipzig 1776.
- Gottlieb Conrad Christian Storr: Alpenreise vom Jahre 1781. J. G. Müller, Leipzig 1784.[7]
- Gottlieb Conrad Christian Storr: Idea Methodi Fossilium. Verlag J. F. Steinkopf, Stuttgart 1807 (Latein).